# Platkielwespbij
De platkielwespbij (Nomada obtusifrons) is een vliesvleugelig insect uit de familie bijen en hommels (Apidae). De wetenschappelijke naam van de soort is voor het eerst geldig gepubliceerd in 1848 door Nylander.